# Shuttle Japan
La Shuttle Japan (シ ャ ト ル ジ ン ン) è una società di produzione di video per adulti giapponese con sede nel quartiere Shinjuku a Tokyo.

## Informazioni
La Shuttle Japan è specializzata in video di esibizionismo all'aperto, bukkake, gokkun e altri generi fetish. La società ha registrato il termine "ぶっかけ/ＢＵＫＫＡＫＥ" come marchio (n. ４５４５１３７) nel gennaio del 2001. Il direttore della compagnia è Michio Ōtsuka (大 塚 未知 雄).
La società gestisce un sito web, www.shuttle-japan.com, che distribuisce i video. Il sito, in giapponese e in inglese, è stato registrato presso l'azienda dall'ottobre del 1996. A partire dalla metà del 2009, il sito web della compagnia elencava oltre 1300 titoli della Shuttle Japan disponibili.